# ヨアン・タンガ
ヨアン・タンガ（Yoan Tanga、1996年11月29日 - ）は、トップ14スタッド・フランセ・パリに所属するラグビーユニオン選手。

## プロフィール
- フランス・ボンディ出身[1]。
- ポジションはフランカー(FL)、ナンバーエイト(No8)。
- 身長 185cm、体重 108kg
- 父は元プロレスラーの牧師だった[2]。
- フランス代表キャップは3（2024年10月現在）。

## 略歴
10歳からラグビーを始めた。
SUアジャン、ラシン92を経て、2022年、ラ・ロシェルに加入。同年7月2日に行われたリポビタンDチャレンジカップ2022日本戦にて先発出場でフランス代表初キャップを獲得した。
2024年、スタッド・フランセに加入。